# Інвернесс (Монтана)
Інвернесс (англ. Inverness) — переписна місцевість (CDP) в США, в окрузі Гілл штату Монтана. Населення — 77 осіб (2020).

## Географія
Інвернесс розташований за координатами 48°33′36″ пн. ш. 110°42′36″ зх. д. / 48.56000° пн. ш. 110.71000° зх. д. (48.559865, -110.710077).  За даними Бюро перепису населення США в 2010 році переписна місцевість мала площу 10,10 км², уся площа — суходіл.

## Демографія
Згідно з переписом 2010 року, у переписній місцевості мешкало 55 осіб у 24 домогосподарствах у складі 16 родин. Густота населення становила 5 осіб/км².  Було 39 помешкань (4/км²).
Расовий склад населення:
| - 100,0 % — білих |

До двох чи більше рас належало 0,0 %. Частка іспаномовних становила 0,0 % від усіх жителів.
За віковим діапазоном населення розподілялося таким чином: 25,5 % — особи молодші 18 років, 49,0 % — особи у віці 18—64 років, 25,5 % — особи у віці 65 років та старші. Медіана віку мешканця становила 51,8 року. На 100 осіб жіночої статі у переписній місцевості припадало 96,4 чоловіків;  на 100 жінок у віці від 18 років та старших — 86,4 чоловіків також старших 18 років.
За межею бідності перебувало 45,2 % осіб, у тому числі 100,0 % дітей у віці до 18 років та 0,0 % осіб у віці 65 років та старших.
Цивільне працевлаштоване населення становило 50 осіб. Основні галузі зайнятості: транспорт — 32,0 %, освіта, охорона здоров'я та соціальна допомога — 26,0 %, сільське господарство, лісництво, риболовля — 16,0 %.